# Soupy Norman
Soupy Norman – irlandzki serial tworzony przez stację RTÉ. Nadawany jest w czwartki o 23:05 na kanale RTÉ Two. Są to dziesięciominutowe przeróbki serialu Pierwsza miłość produkowanego przez telewizję Polsat.
Oryginalna treść opery mydlanej, w której dziewczyna opuszcza rodzinę i wyjeżdża na studia, została w irlandzkim dubbingu zamieniona na historię o prowincjuszach z Buttevant w hrabstwie Cork.

## Odcinki
1. Buttevant
2. Margarita
3. Taxi
4. Doctors
5. Niteklub
6. Prodigirl
7. Omen
8. Straz
9. The Late Late Soupy Norman Tribute